# National Film and Sound Archive

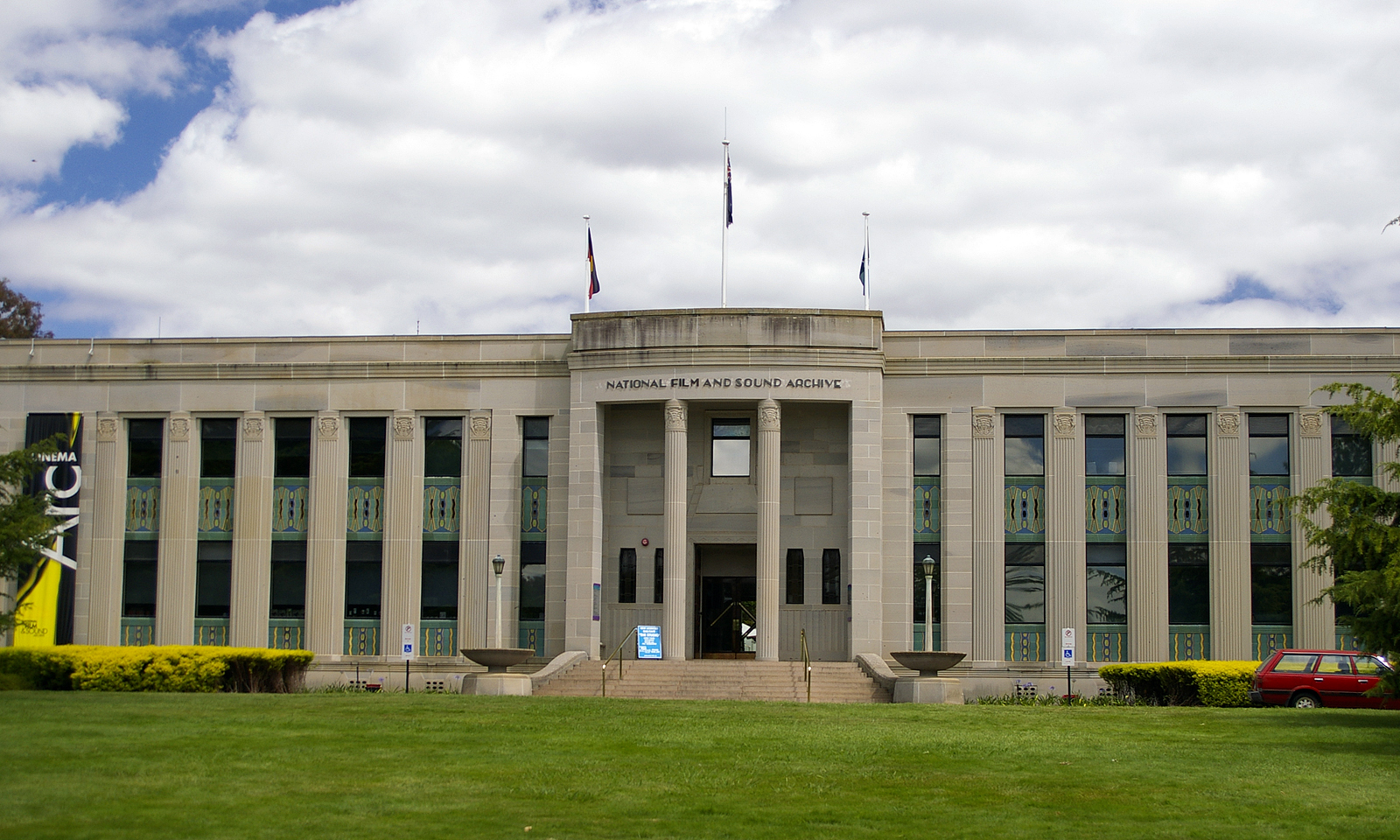

O National Film and Sound Archive é arquivo audiovisual da Austrália, responsável pelo desenvolvimento, conservação, manutenção, promoção e acesso a uma coleção nacional de materiais audiovisuais e artigos afins. A coleção varia de obras criadas no final do século XIX, quando o som gravado e indústrias cinematográficas estavam em sua infância até aquelas feitas nos dias de hoje. Ele está localizado em Canberra.